# Urubu à tête rouge
Cathartes aura
Vous lisez un « bon article » labellisé en 2010.  Il fait partie d'un « bon thème ».
Espèce
Statut de conservation UICN

 LC  : Préoccupation mineure
L'Urubu à tête rouge (Cathartes aura), aussi appelé vautour aura, est l'une des trois espèces d'oiseaux de proies du genre Cathartes, de la famille des Cathartidae. Il possède la plus vaste aire de répartition des vautours du Nouveau Monde : il est présent du sud du Canada jusqu'au sud de l'Amérique du Sud. Cette aire de distribution s'étend d'ailleurs actuellement vers le nord du Canada. Il se rencontre dans une grande variété d'habitats ouverts et semi-ouverts dont les forêts subtropicales, les terrains buissonneux, les prairies et les déserts.
L'Urubu à tête rouge possède une envergure moyenne de 1,80 mètre pour un poids moyen de 1,4 kilogramme. La couleur de son plumage varie du brun foncé au noir ; sa tête et son cou sont rouges et sans plumes, et son court bec crochu est de couleur ivoire. Grâce à ses longues et larges ailes, il utilise en vol les vents ascendants pour planer, ne battant que rarement de ses ailes.
C'est un nécrophage qui se nourrit presque exclusivement de charognes. Son sens de l'odorat est bien développé et il trouve sa nourriture en volant au ras des arbres, détectant les gaz produits par la décomposition des carcasses. Il ne possède pas de syrinx et de fait ses vocalisations consistent en des grognements et des sifflements. Les individus se regroupent par centaines pour la nuit. L'Urubu à tête rouge niche dans des cavités, des arbres creux ou des buissons et élève généralement chaque année deux oisillons qu'il nourrit en régurgitant de la nourriture. Il a peu de prédateurs naturels. Aux États-Unis et au Canada, il est protégé par la Loi sur la convention concernant les oiseaux migrateurs.

## Description

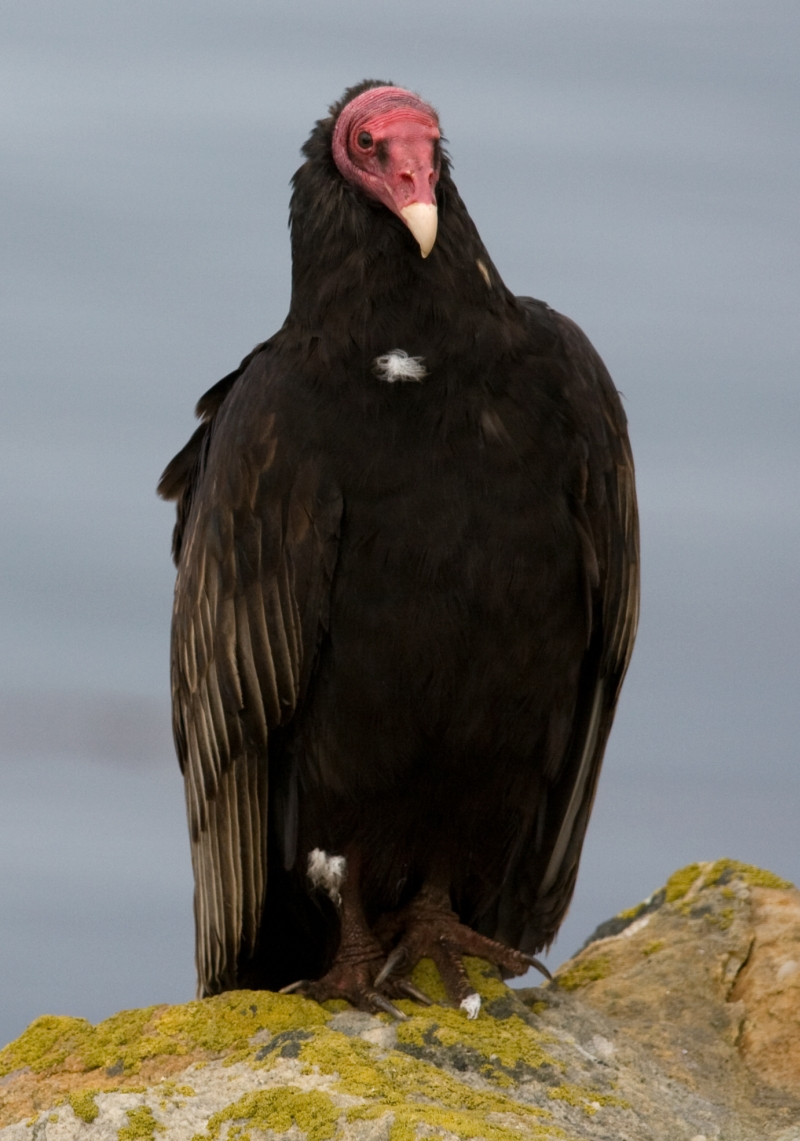
Urubu à tête rouge.

### Dimensions
L'adulte mesure en moyenne de 66 à 81 centimètres de longueur pour une envergure variant entre 173 et 183 cm et un poids moyen de 1,4 kg, mais variant de 0,85 à 2 kg selon l'individu et son sexe. Le dimorphisme sexuel est minime : les sexes sont identiques au niveau de la coloration du plumage, bien que les femelles soient en moyenne légèrement plus grandes, comme chez beaucoup d'autres espèces de rapaces.

### Plumage et morphologie

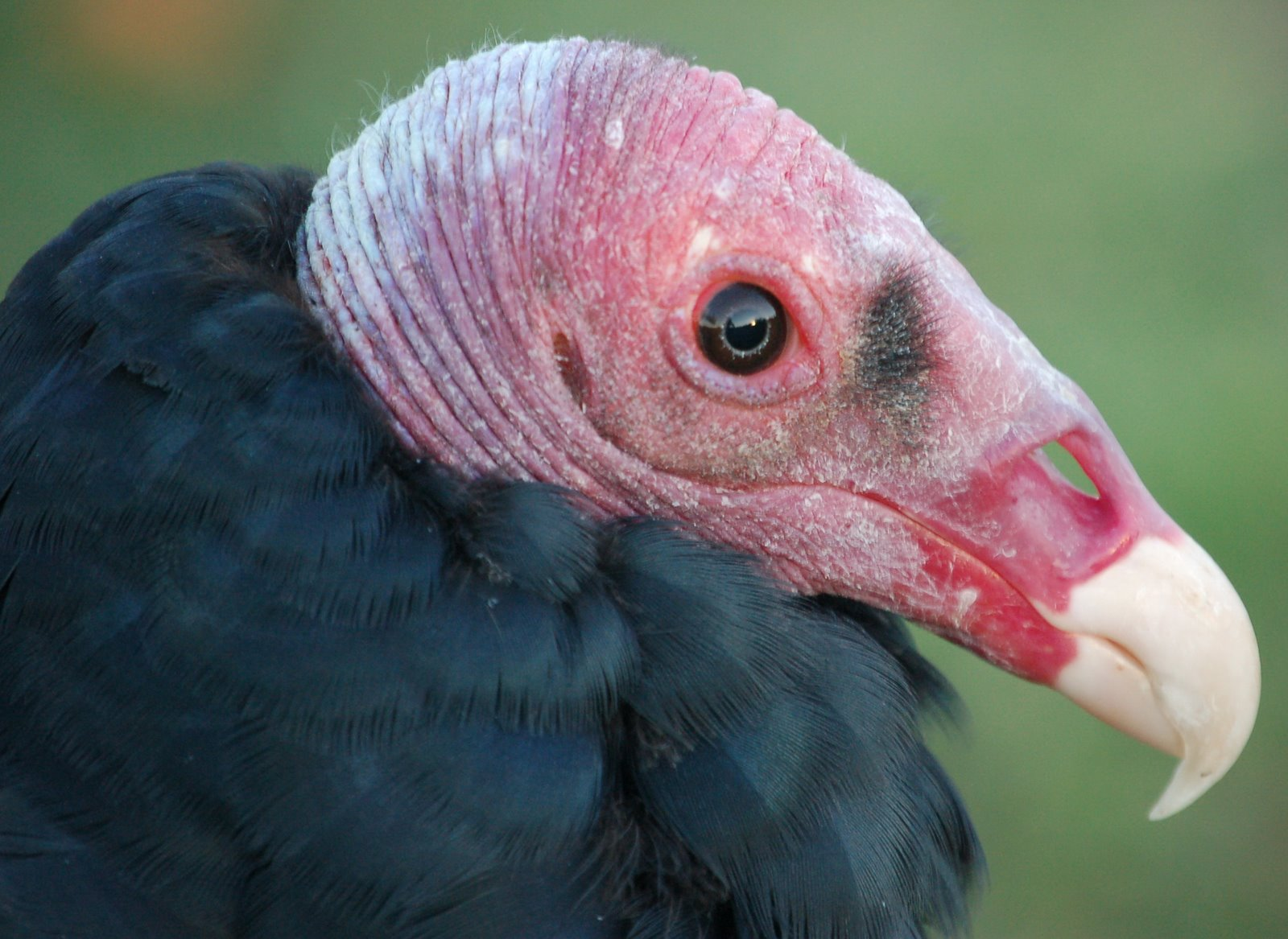
Détail de la tête : les deux narines communiquent directement.

Les plumes du corps sont noires ou brunâtres mais le dessous des pennes semble gris argenté, ce qui contraste avec le bord plus sombre des ailes. La tête de l'adulte est petite proportionnellement à son corps, sa peau est nue et plissée, et sa couleur varie du rose au rouge vif. L'adulte possède également un bec relativement court, crochu et de couleur ivoire. L'iris est gris brun ; l'œil possède un rang simple et incomplet de plumes sétiformes sur la paupière supérieure et deux rangs sur la paupière inférieure.

Empreinte de la patte gauche dans la boue. On note les vestiges de la palmature entre les doigts de devant, et également la plus grande profondeur de l'empreinte vers la pointe des orteils, montrant que l'oiseau s'est penché pour boire.

Les pattes sont rosâtres, pouvant tirer sur le jaune, et généralement tachées de blanc. Les doigts de l'avant sont longs et possèdent de petites palmures à leur base. Les pieds sont plats, relativement faibles et mal adaptés pour empoigner ou serrer. En vol, la queue est longue et étroite, contrairement à celle de l'Urubu noir, et à l'extrémité arrondie. Les narines ne sont pas divisées par un septum mais sont plutôt perforées : lorsque l'oiseau est de profil, un observateur peut voir à travers le bec.
L'Urubu à tête rouge effectue une mue qui commence à la fin de l'hiver ou au début du printemps. Il s'agit d'une mue graduelle qui dure jusqu'au début de l'automne.
Les juvéniles sont globalement similaires aux adultes mais possèdent une tête grise et moins ridée, un bec noir à son bout et des pattes plutôt grisâtres.
Des individus leucistiques (parfois appelés à tort « albinos ») sont aperçus quelquefois. La plupart des cas bien documentés proviennent des États-Unis ce qui reflète probablement le fait que ces oiseaux y sont plus souvent notés par les observateurs d'oiseaux plutôt que d'une variation géographique. Même aux États-Unis, les discussions concernant les Urubus à tête rouge de coloration blanche sont surtout effectuées dans les cercles d'ornithologues amateurs et de conservation des rapaces par opposition aux cercles scientifiques.

### Espèces similaires

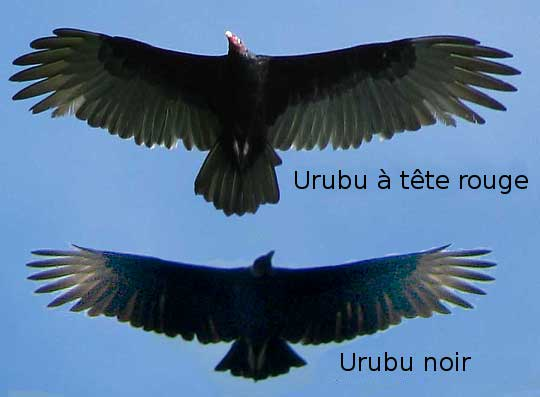
Comparaison des silhouettes en vol de l'Urubu à tête rouge et de l'Urubu noir.

L'Urubu à tête rouge peut être confondu avec l'Urubu noir, notamment les juvéniles ou les individus en vol. Il s'en distingue facilement par sa taille, plus grande, et à la couleur de sa tête, mais également et enfin par de légères différences dans le contraste des plumes, sous les ailes. On remarque aussi des différences au niveau de la forme de la queue, plus étroite et à l'extrémité plus arrondie chez l'Urubu à tête rouge.

## Écologie et comportement

### Locomotion

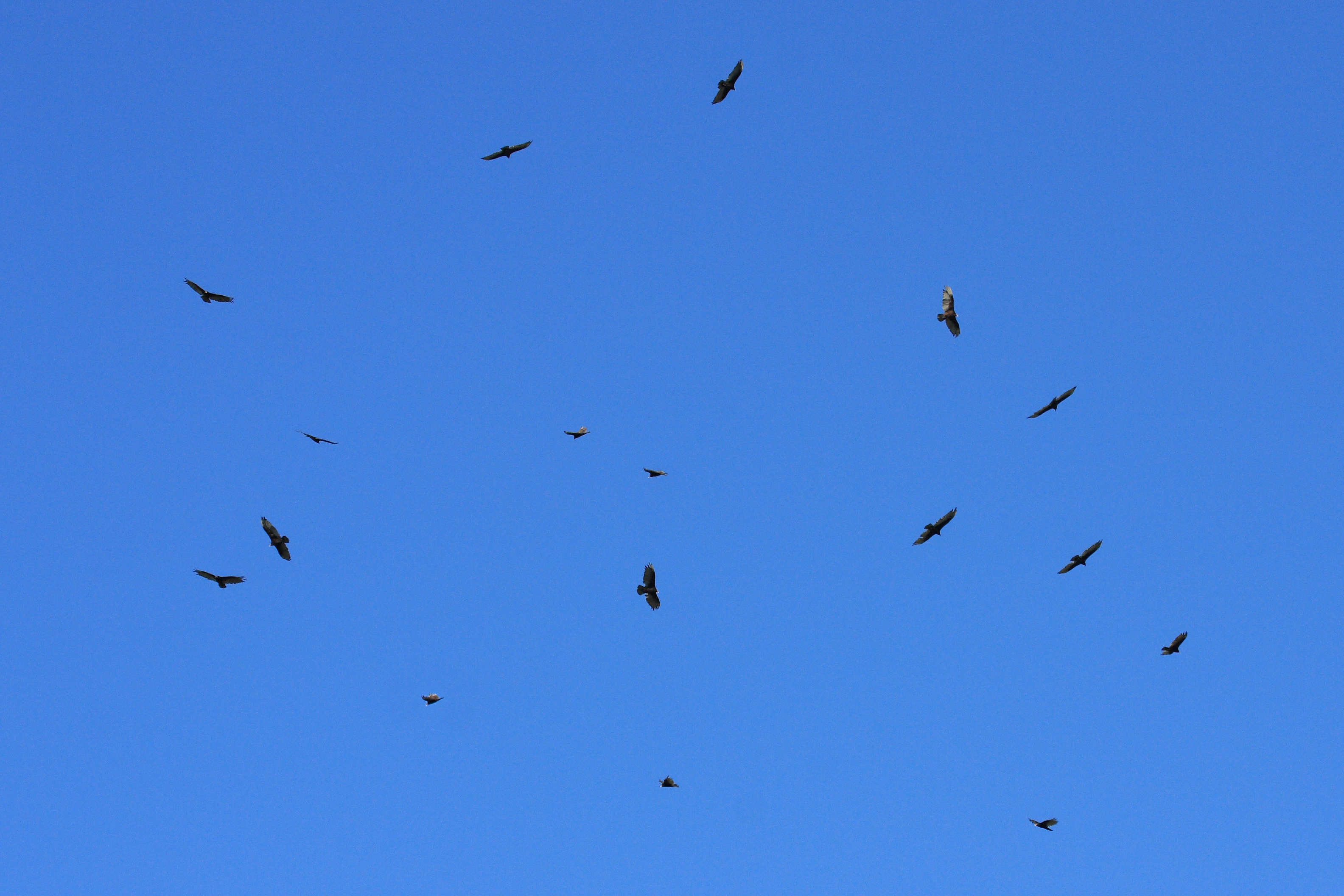
Urubus dans un courant ascendant, Saint-André-Avellin, Québec.

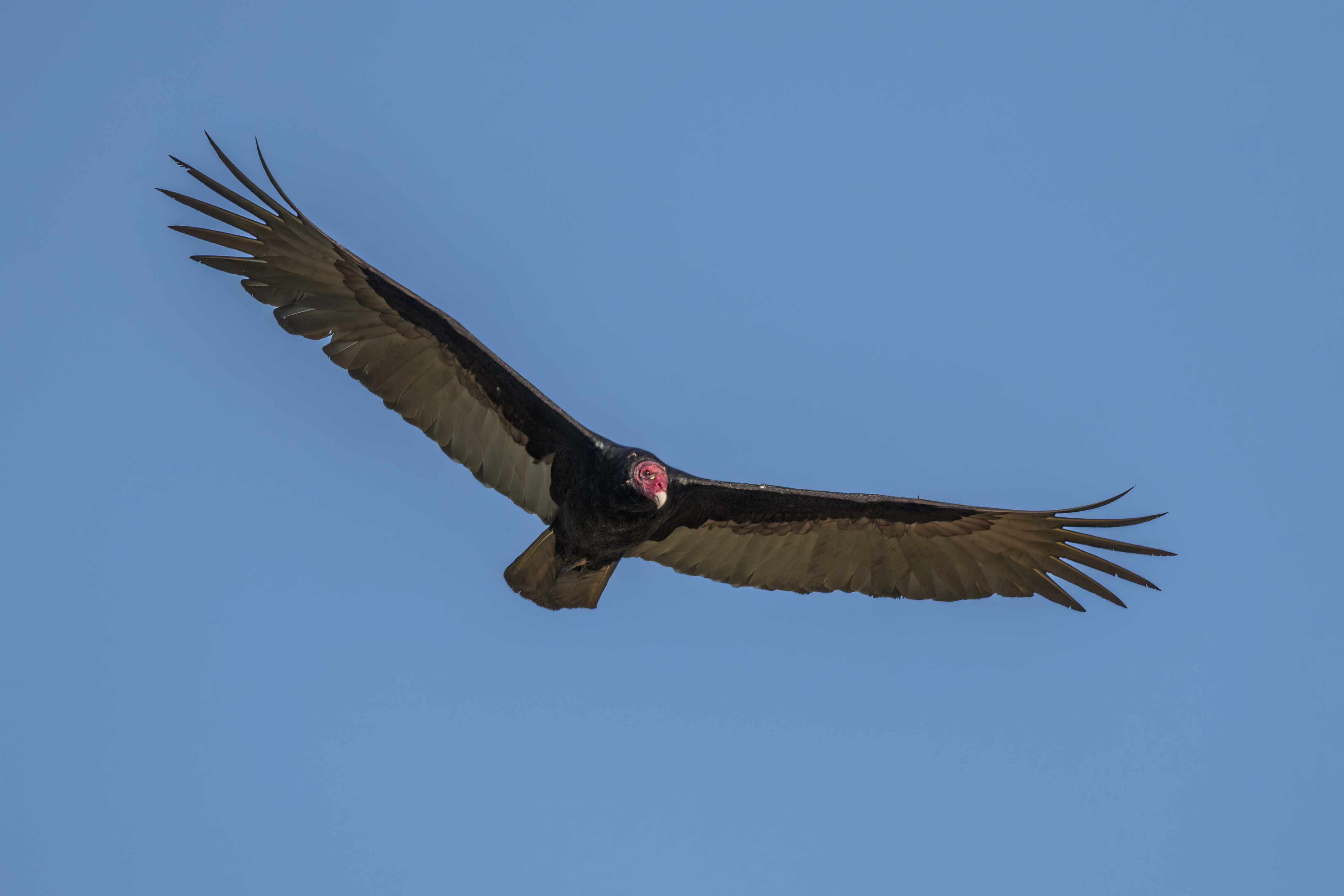
Un urubu à tête rouge en vol à Cuba. Février 2016.

L'Urubu à tête rouge est maladroit au sol et se déplace en sautillant. Il lui faut déployer de grands efforts pour s'envoler, en battant des ailes tout en sautillant et en poussant sur le sol avec ses pattes. Parfois, il lui arrive même de régurgiter un repas non digéré et trop lourd afin de pouvoir s'envoler loin d'un prédateur potentiel.
Lorsqu'il plane, ses ailes orientées vers le haut forment un dièdre positif et l'oiseau incline souvent son corps d'un côté à l'autre, ce qui expose ses rémiges grises au soleil et les font paraître argentées. Le vol de l'Urubu à tête rouge est un exemple de vol plané où l'animal bat des ailes peu fréquemment, profitant de sa faible charge alaire et utilisant les vents ascendants pour planer.
Il vole généralement bas pour pouvoir utiliser son odorat afin de repérer les charognes et peut rester six heures consécutives sans battre des ailes.

### Alimentation

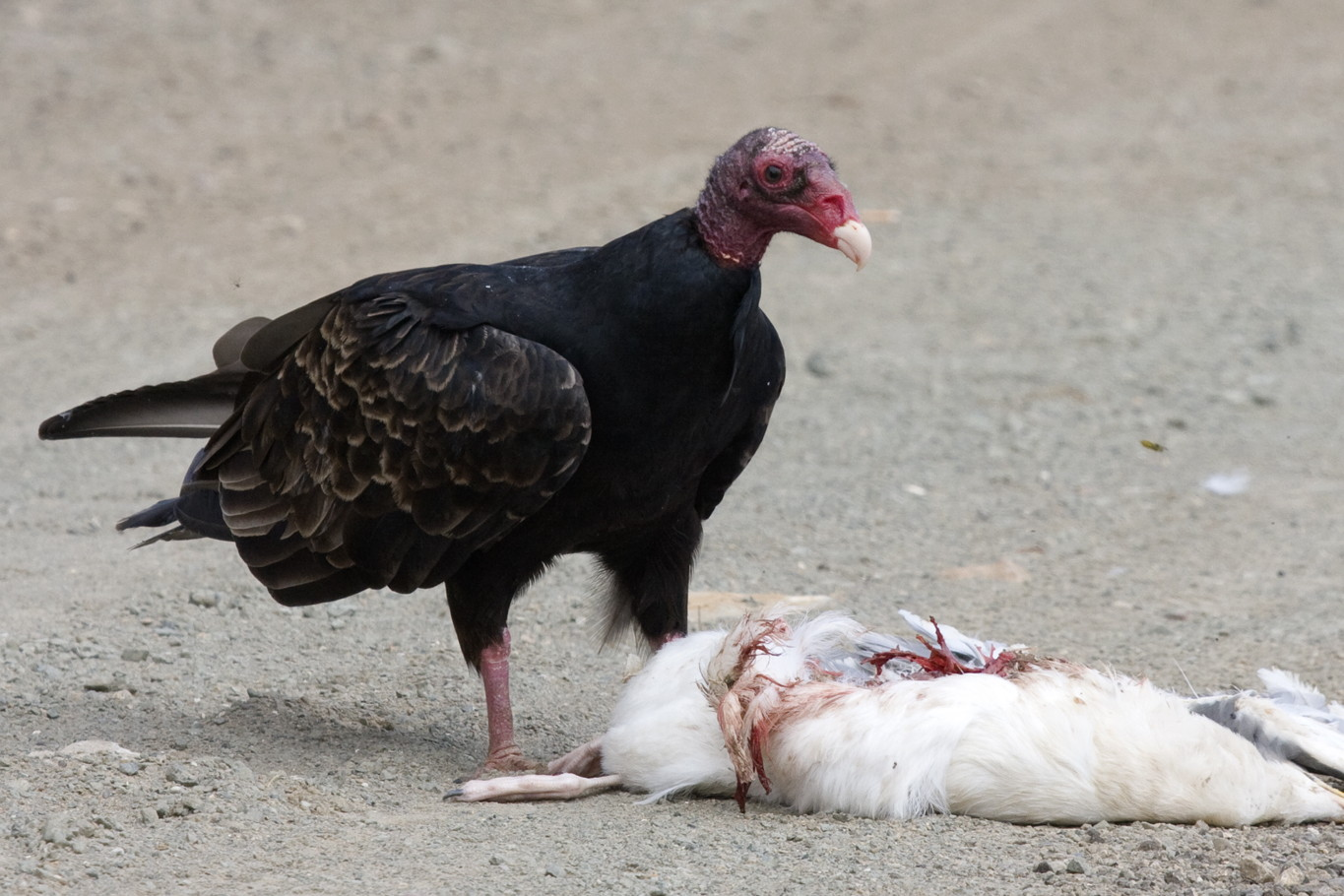
Urubu à tête rouge se nourrissant d'une carcasse de goéland.

#### Régime alimentaire
Il se nourrit principalement de charognes, de celles des petits mammifères jusqu'à celles des grands herbivores. Il préfère les carcasses animales fraîches et évitera celles ayant atteint le stade de putréfaction. Il consomme aussi des lapins et de jeunes oiseaux (hérons, ibis par exemple), des insectes et d'autres invertébrés, mais tue rarement ses proies. Il est souvent observé le long des routes se nourrissant d'animaux écrasés par les véhicules ou près des plans d'eau, consommant poissons, ou insectes tombés et piégés dans les eaux peu profondes.
Il consomme plus rarement certains végétaux, comme les plantes des côtes, les citrouilles et d'autres plantes cultivées.
L'Urubu à tête rouge fréquente également les décharges, où il trouve une nourriture abondante et riche, et qui a permis à l'espèce d'accroître ses effectifs et d'étendre son aire de répartition.

#### Prospection
L'Urubu à tête rouge utilise son odorat lors de sa recherche de nourriture. Il s'agit d'une habileté peu commune chez les espèces aviaires. Il vole souvent près du sol pour capter l'odeur du mercaptan éthylique, un gaz produit par la décomposition des animaux morts. La zone du cerveau associée à l'odorat est particulièrement développée comparativement aux autres espèces. Cette faculté permet à l'Urubu à tête rouge de détecter les carcasses sous la canopée des forêts. Rassasié, l'oiseau peut rester au moins quinze jours sans boire ni manger.

#### Association et concurrence
Le Sarcoramphe roi et l'Urubu noir ne possèdent pas les habiletés olfactives de l'Urubu à tête rouge et suivent ce dernier jusqu'aux carcasses. L'Urubu à tête rouge arrive soit le premier à la carcasse, soit en même temps que le Grand Urubu ou l'Urubu à tête jaune qui possèdent également la faculté de sentir le mercaptan éthylique. Il peut concurrencer l'Urubu à tête jaune et le Grand Urubu grâce à sa taille plus imposante, mais peut lui-même être déchu par le Sarcoramphe roi, voire par l'Urubu noir, pourtant plus petit. Celui-ci fait la première entaille à la peau de l'animal mort, et l'Urubu à tête rouge ne pourra accéder à la nourriture qu'ensuite, à cause de son bec trop petit pour entailler le cuir d'animaux plus gros que lui. Il s'agit d'un exemple de symbiose entre espèces.

### Vocalisations
L'Urubu à tête rouge, comme la plupart des autres espèces de vautours, possède peu de capacités de vocalisations. Cela est surtout causé par l'absence de syrinx. Il peut seulement émettre des sifflements et des grognements. Il siffle généralement lorsqu'il se sent menacé. Les grognements sont souvent émis par les jeunes affamés et par les adultes pendant la parade nuptiale.

### Comportement social

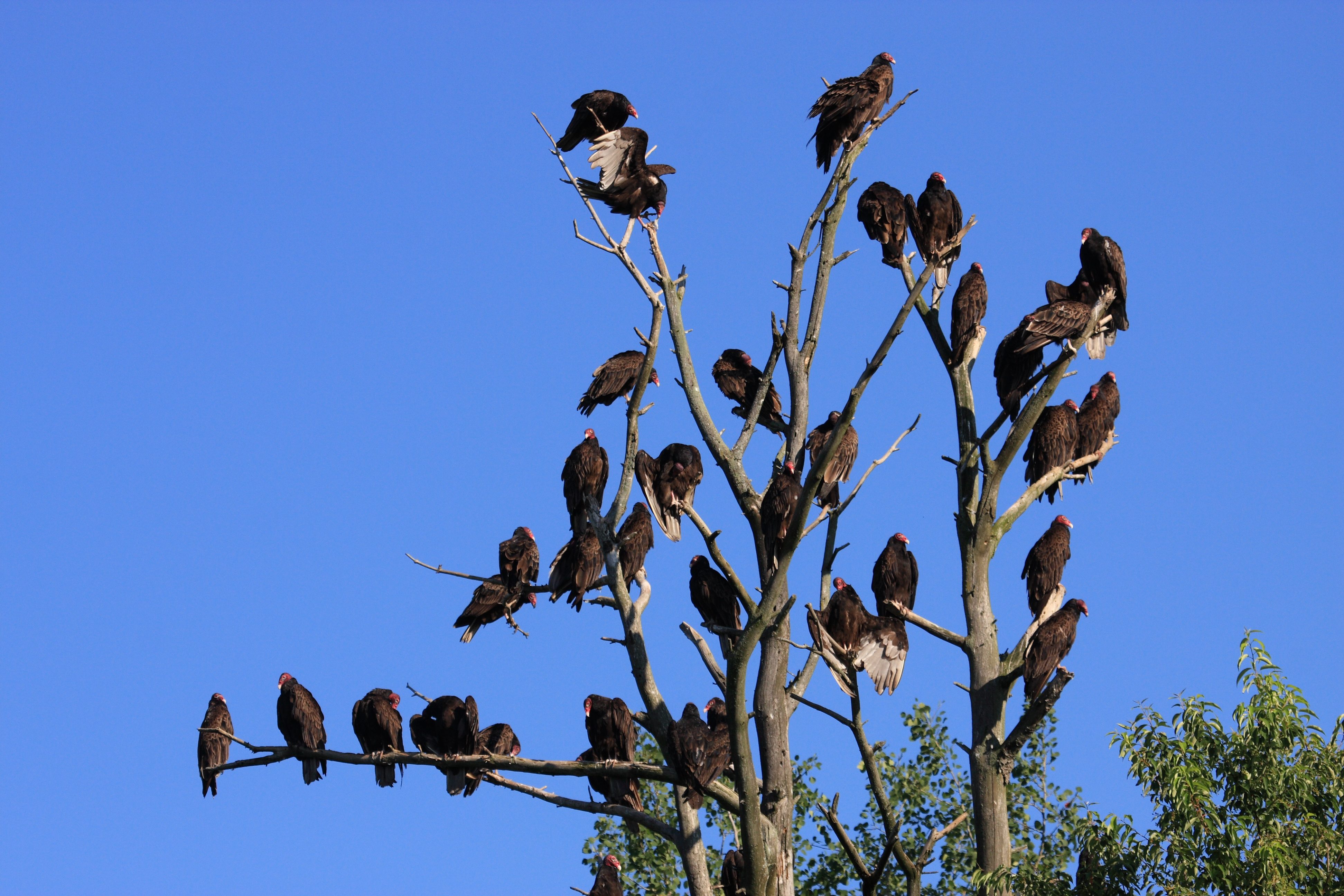
Dortoir, Saint-André-Avellin, Québec.

L'Urubu à tête rouge est grégaire et des groupes de plusieurs centaines d'individus se forment pour la nuit sur des arbres morts. Ces groupes incluent parfois des spécimens d'Urubus noirs. La nuit sa température corporelle diminue d'environ 6 °C, descendant ainsi jusqu'à 34 °C, et il entre donc en légère hypothermie. Pendant la journée, les urubus recherchent leur nourriture de façon indépendante tout en s'observant pour faciliter la détection des charniers.
Cette espèce n'est pas territoriale,, et possède peu de prédateurs naturels. Son moyen de défense principal consiste à régurgiter de la viande à moitié digérée, une substance dont l'odeur répugnante incite la plupart des animaux à s'éloigner du nid, et qui provoque également une sensation de brûlure si elle atteint un prédateur au visage ou aux yeux.

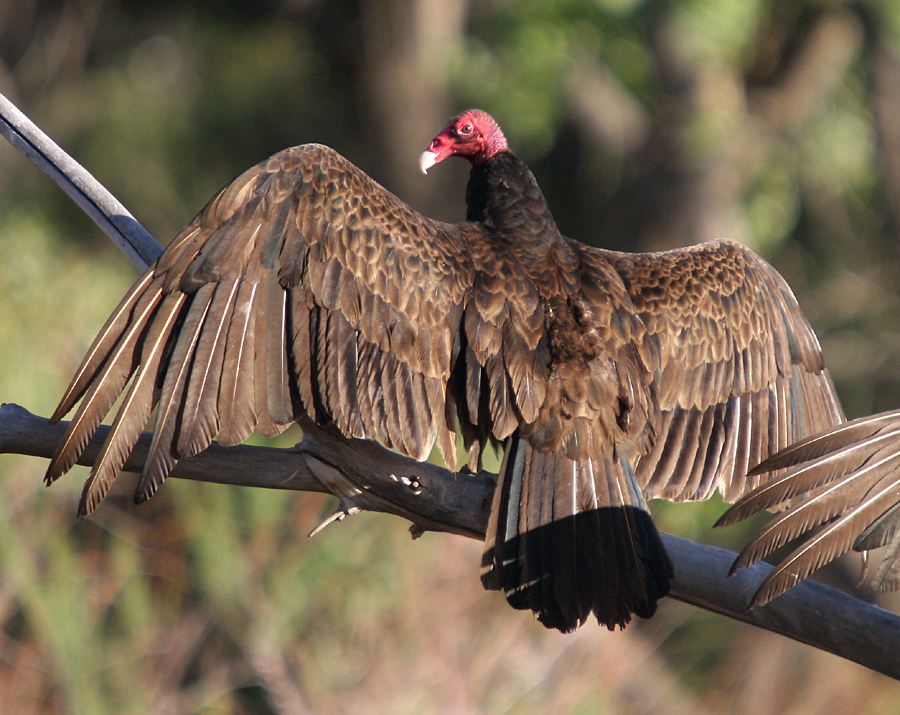
Adulte.

L'Urubu à tête rouge est souvent observé au sol les ailes ouvertes. Ce comportement est le plus souvent adopté après les nuits humides ou pluvieuses, et pourrait avoir plusieurs fonctions : sécher les ailes, réchauffer le corps et tuer les bactéries par la chaleur. Le même comportement est pratiqué par les autres membres de la famille des Cathartidés, les vautours de l'Ancien Monde, et par les cigognes. Comme les cigognes, l'Urubu à tête rouge défèque souvent sur ses propres pattes et utilise l'évaporation de l'eau qui y est contenue pour se rafraîchir. Ce processus est connu sous le nom d'urohidrose. Les vaisseaux sanguins des pattes sont rafraîchis et celles-ci deviennent striées par les cristaux blancs d'acide urique.

### Reproduction

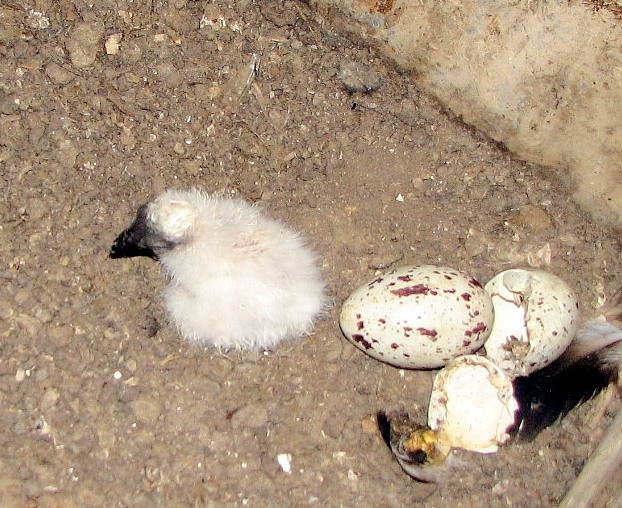
Oisillon et œufs au nid.

La saison de reproduction débute en mars, atteint son maximum en avril et mai et se termine en juin. Lors de la parade nuptiale, plusieurs individus mâles peuvent bondir, les ailes partiellement déployées, autour d'un cercle formé par leurs congénères. Une fois que la femelle a choisi un partenaire, le couple s'envole alors en se suivant de près tout en battant des ailes et en effectuant des plongeons.
Les œufs sont généralement pondus dans un lieu sûr, comme une falaise, une grotte, une crevasse rocheuse, un terrier, dans un arbre creux ou un dans des buissons denses. Bien que les urubus nichent parfois dans des grottes, ils ne les fréquentent pas en dehors de la saison de reproduction. Les Urubus à tête rouge nichent en grands dortoirs lorsque la nourriture est abondante. Il n'y a pas de nid à proprement parler ; les œufs sont pondus directement sur le sol. Les femelles pondent généralement deux œufs, bien que quelquefois il n'y en ait qu'un seul et que rarement il y en ait trois. Les œufs sont de couleur crème avec des taches brunes ou lavande près de l'extrémité la plus large. Les deux parents couvent et les oisillons éclosent au bout de 30 à 40 jours. Les oisillons sont nidicoles et sans défense à l'éclosion. Les deux adultes nourrissent les jeunes par régurgitation et en prennent soin durant 10 à 11 semaines. En cas de menace sur leur couvée, les adultes peuvent se sauver, régurgiter sur les intrus ou feindre la mort. Si les jeunes sont menacés au nid, ils se défendront en sifflant et en régurgitant. Les jeunes quittent le nid à environ neuf à dix semaines. Les groupes familiaux restent ensemble jusqu'à l'automne.
L'Urubu à tête rouge peut vivre 21 ans en captivité tandis que l'oiseau sauvage bagué le plus âgé avait 16 ans.

## Répartition et habitat

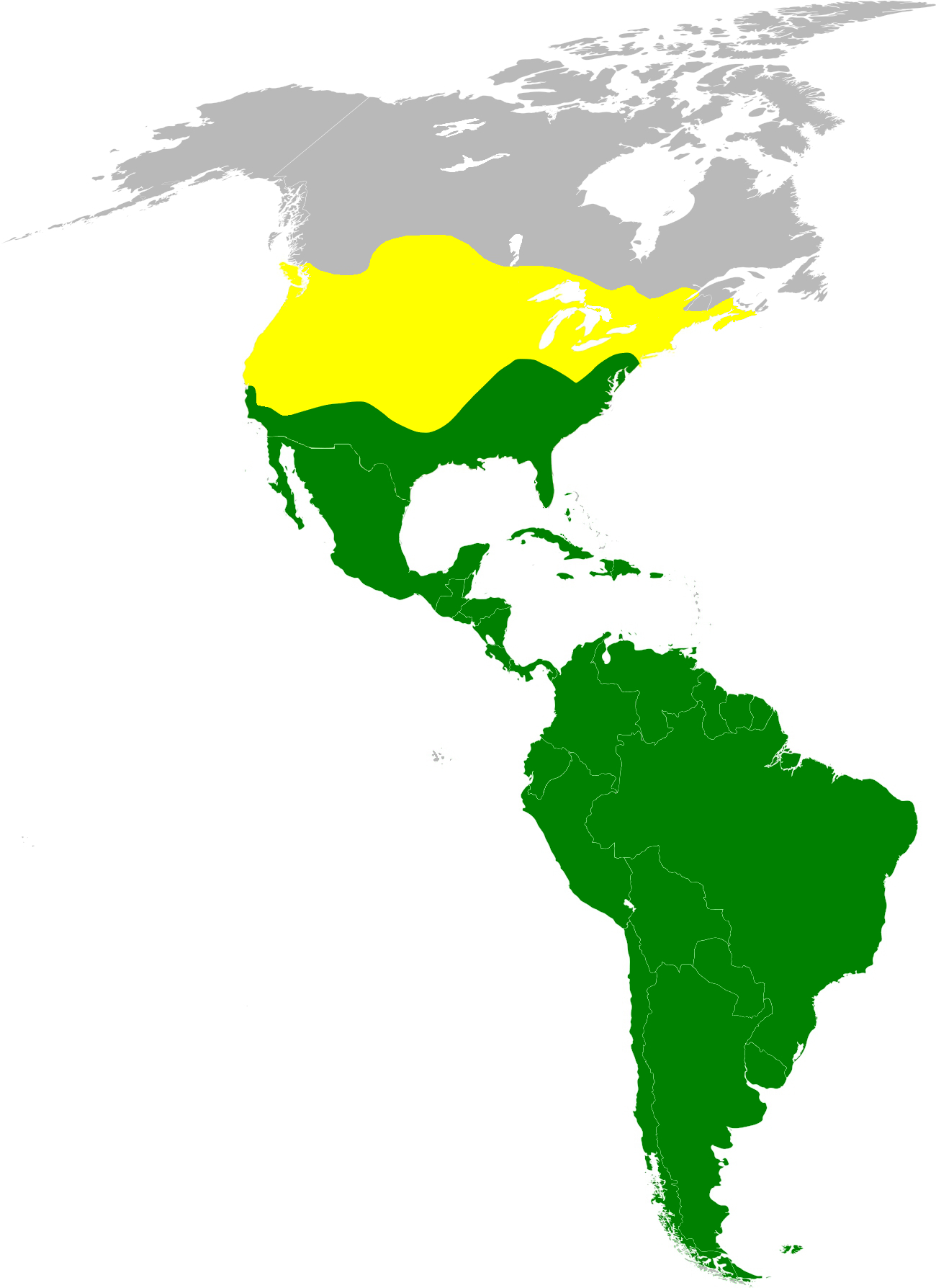
Distribution de l'Urubu à tête rouge (en 2007).
Territoire occupé uniquement en été
Territoire occupé à l'année

### Distribution géographique
L'Urubu à tête rouge possède une vaste aire de répartition, recouvrant environ 28 200 000 km2 selon BirdLife International. Son aire de répartition s'étend du sud du Canada (en été jusqu'en Abitibi et au Bas-Saint-Laurent), en Amérique du Nord — où elle est actuellement en expansion vers le nord — jusqu'au sud de l'Amérique du Sud. Il a été observé notamment en Terre de Feu et dans la réserve naturelle de l'Île des États. C'est un résident permanent dans le Sud des États-Unis mais les individus nichant plus au nord peuvent migrer.

### Habitat

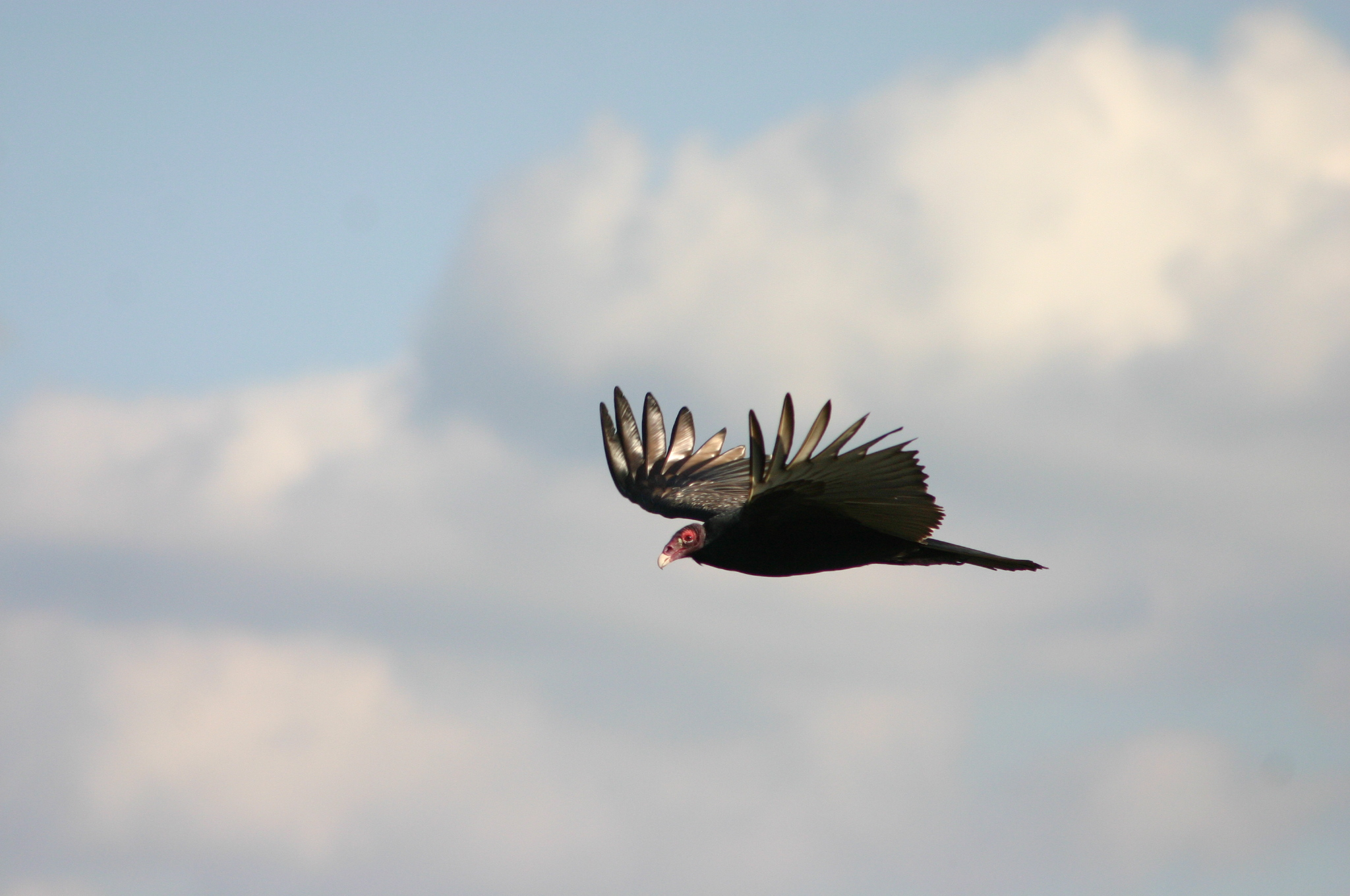
Urubu à tête rouge aux Everglades.

Ce vautour s'adapte à de nombreux biotopes. Il est présent en forêt subtropicale, dans les déserts, au pied des montagnes et dans les forêts buissonneuses. Il fréquente également les pâturages, les prairies et les marais. On le retrouve souvent en milieu ouvert ou semi-ouvert avec des zones boisées pour nicher mais il évite généralement les milieux à couverture forestière dense.

### Migration
Pour un article plus général, voir Migration des oiseaux.
En hiver, les Urubus à tête rouge abandonnent le secteur nord-ouest de leur répartition pour gagner des zones plus chaudes, vers l'Amérique du Sud. On peut voir ces oiseaux se regrouper en grand nombre dans l'isthme de Panama, seule jonction terrestre entre les deux Amériques, formant un « goulot d'étranglement » mais aussi un passage obligé pour l'espèce qui utilise les courants ascendants, moins abondants sur l'océan. Il y est le rapace le plus observé : en 2008, le projet Raptors Ocean to Ocean Count de la Panama Audubon Society a compté 1 192 746 Urubus à tête rouge au-dessus de l'isthme.

## Classification

### Étymologie
Le nom générique Cathartes est la forme latine du grec καθαρτης (kathartēs), signifiant « purificateur » et rappelle le rôle écologique de ces oiseaux. Le nom de l'espèce, aura, est la forme latine du mot mexicain indigène désignant l'Urubu à tête rouge, « auroura ». En 1758, l'Urubu à tête rouge fut décrit formellement pour la première fois par Linné dans son Systema Naturae en tant que Vultur aura et caractérisé comme V. fuscogriseus, remigibus nigris, rostro albo (« vautour gris brun, avec les ailes noires et un bec blanc »).

### Systématique
L'Urubu à tête rouge fait partie de la famille des Cathartidae, tout comme six autres espèces de vautours du Nouveau Monde, et est incluse dans le genre Cathartes, aux côtés du Grand Urubu et de l'Urubu à tête jaune.
La position taxinomique exacte de l'Urubu à tête rouge et des six autres espèces de vautours du Nouveau Monde reste incertaine. Les vautours du Nouveau Monde et de l'Ancien Monde sont physiquement similaires et remplissent les mêmes niches écologiques. Cependant, ils ont évolué à partir de différents ancêtres et en différents endroits du globe. Charles Gald Sibley et Burt Monroe suggèrent en 1990 que le groupe du Nouveau Monde est proche parent des cigognes. Plus récemment, Sibley et Jon Edward Ahlquist placent les deux groupes de vautours dans l'ordre des Falconiformes tandis que d'autres placent le groupe du Nouveau Monde dans son propre ordre, les Cathartiformes. Le South American Classification Committee a retiré les vautours du Nouveau Monde de l'ordre des Ciconiiformes et les a plutôt catégorisés comme Incertae sedis. Ce comité note cependant que le groupe pourrait retourner parmi les Falconiformes ou les Cathartiformes. En 2008, Hackett et al. résolvent la position des Cathartidae et les placent au sein des Accipitriformes.

### Sous-espèces
D'après la classification de référence (version 14.1, 2024) de l'Union internationale des ornithologues, l'Urubu à tête rouge possède 6 sous-espèces (ordre philogénique) :
- Cathartes aura meridionalis Swann, 1921, est synonyme de Cathartes aura teter. C. a. teter a été identifié comme sous-espèce par Friedman en 1933 mais Alexander Wetmore en 1964 sépara les individus de l'ouest qui prirent alors le nom meridionalis. Le terme meridionalis était auparavant utilisé pour décrire les migrateurs de l'Amérique du Sud. Cette sous-espèce niche du sud du Manitoba et de la Colombie-Britannique, du centre de l'Alberta et de la Saskatchewan jusqu'en Baja California et au centre-sud de l'Arizona et du Texas[38]. C'est la sous-espèce la plus migratrice, migrant jusqu'en Amérique du Sud où sa répartition recoupe celle de C. a. aura, plus petit. Elle diffère de septentrionalis par la coloration, les bords des petites couvertures alaires étant plus minces et d'un brun plus foncé[39] ;
- Cathartes aura septentrionalis Wied-Neuwied, 1839 est la sous-espèce de l'est de l'Amérique du Nord. Elle diffère de meridionalis par les proportions de la queue et des ailes. On la retrouve dans le Sud-Est du Canada et dans les États américains de l'est. Elle migre moins que C. a. meridionalis et les individus migrent rarement au sud des États-Unis[39] ;
- Cathartes aura aura (Linnaeus, 1758) est la sous-espèce type. Elle est présente du Mexique jusqu'en Amérique du Sud et aux Grandes Antilles. La répartition de cette sous-espèce recoupe parfois celle d'autres sous-espèces. C'est la plus petite des sous-espèces mais le plumage est semblable à celui de C. a. meridionalis[39] ;
- Cathartes aura ruficollis Spix, 1824 se retrouve au Panama jusqu'en Uruguay et en Argentine. On le retrouve également sur l'île de la Trinité[40]. Les individus sont plus foncés et plus noirs que C. a. aura, avec la coloration brune du bord des rectrices plus mince ou absente[40]. La tête et le cou sont d'un rouge terne avec des taches jaune blanchâtre ou vert blanchâtre. Les adultes ont généralement une tache jaune pâle sur la calotte[41] ;
- Cathartes aura jota (Molina, 1782), au Chili, est plus grand, plus brun et légèrement plus pâle que C. a. ruficollis. Les rémiges secondaires et les couvertures alaires peuvent montrer des bordures grises[41] ;
- Cathartes aura falklandicus Sharpe, 1873. Cette sous-espèce vit dans l'ouest des Andes de l'Équateur et du Pérou jusqu'au Chili, ainsi qu'aux îles Malouines[42].

## L'Urubu à tête rouge et l'humain

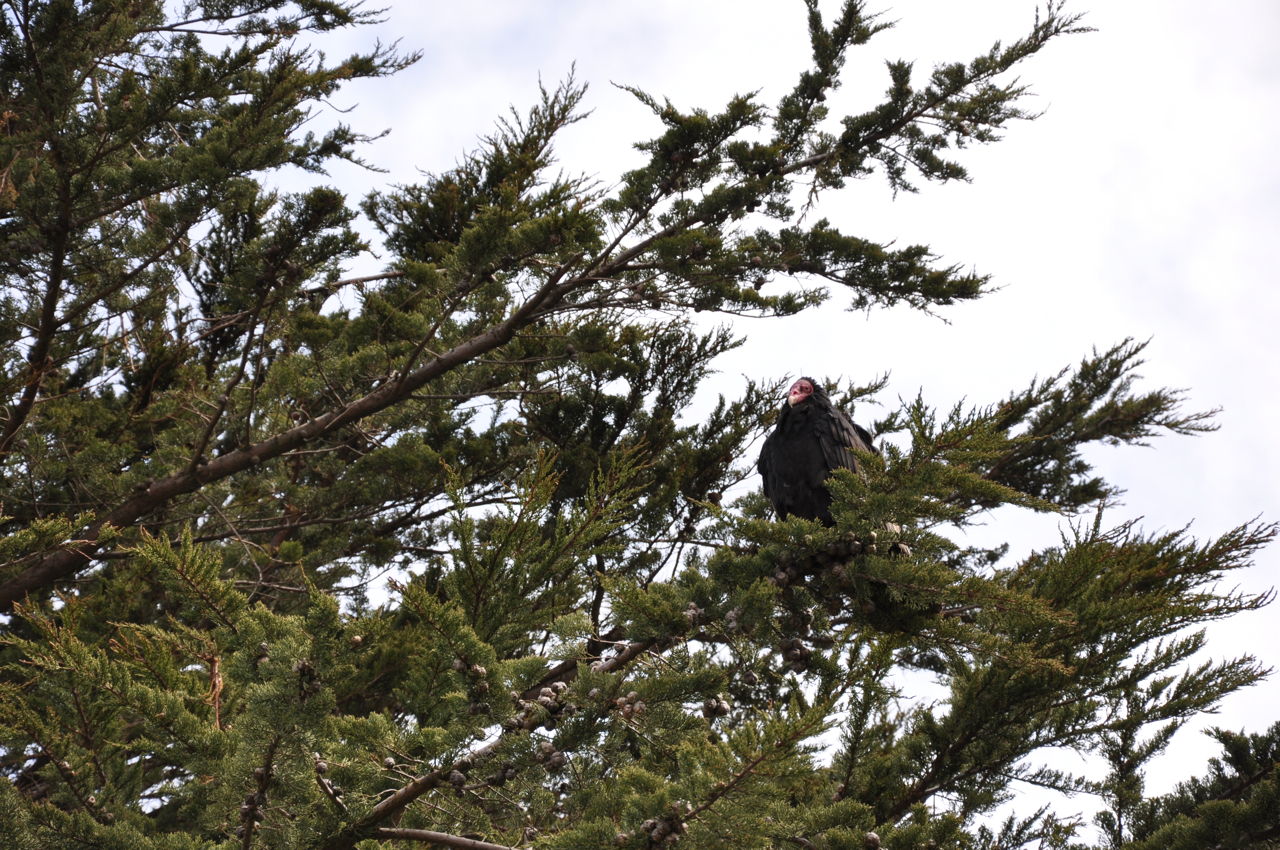
Un Urubu à tête rouge dans le jardin d'une maison de Port Stanley aux Malouines.

### Aspects sanitaires
Comme les autres espèces de vautours et d'urubus, il joue un rôle important dans l'écosystème en éliminant les carcasses qui pourraient véhiculer des maladies.
L'Urubu à tête rouge est parfois accusé par les propriétaires de ranch de véhiculer sur ses pattes et son bec deux maladies pouvant affecter le bétail, soit le charbon, soit la peste porcine. En conséquence, il est souvent perçu comme une menace. Par contre, il a été démontré que le virus de la peste porcine est détruit lorsqu'il passe à travers le système digestif de l'Urubu à tête rouge.
Les fèces très acides de l'Urubu à tête rouge et des autres espèces d'urubus peuvent affecter ou tuer des arbres et d'autres végétaux.

### Statut des populations
Il s'agit de l'espèce d'urubus la plus abondante de l'Amérique. Sa population globale est estimée à 5 000 000 d'individus.
Autour des grandes villes d'Amérique du Sud, le nombre d'Urubus à tête rouge a considérablement augmenté ces dernières années.

### Menaces
Cette espèce peut être perçue comme une menace pour les propriétaires de ranch puisque les individus sont souvent associés à l'Urubu noir, qui a tendance à attaquer et à tuer les bovins nouveau-nés. L'Urubu à tête rouge ne tue pas les animaux, mais se joint aux groupes d'Urubus noirs et se nourrit des restes laissés par ceux-ci. Ainsi, l'observer à un endroit où un veau a été tué donne l'impression incorrecte que l'Urubu à tête rouge constitue une menace pour le bétail.

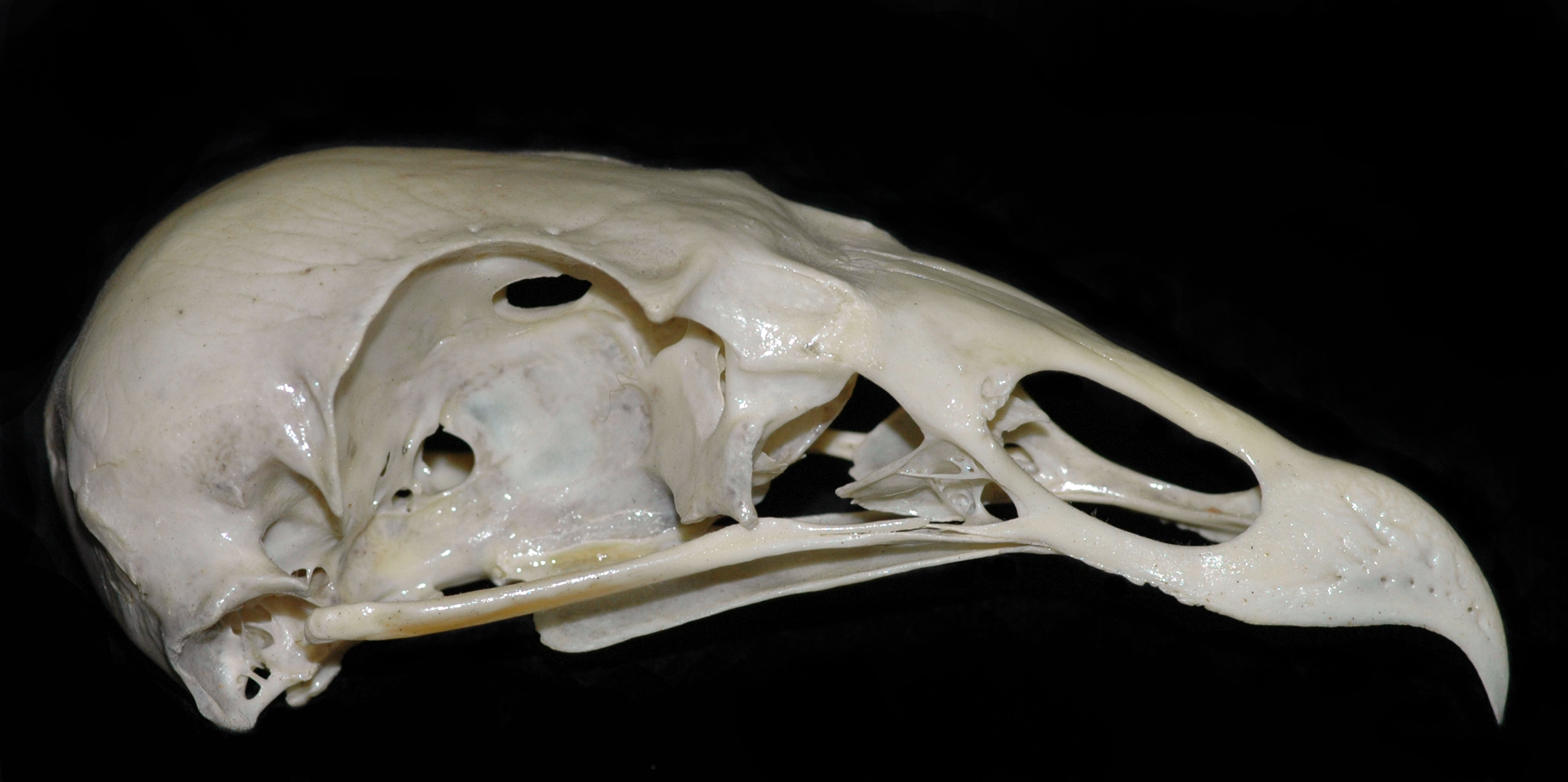
Crâne d'Urubu à tête rouge.

### Statut légal et protection
L'Urubu à tête rouge est protégé légalement par la « Loi sur la convention concernant les oiseaux migrateurs » aux États-Unis, et par la « Convention pour la protection des oiseaux migrateurs et du gibier » au Mexique. Au Canada, l'Urubu à tête rouge n'est pas protégé légalement au niveau fédéral. Aux États-Unis, il est illégal de capturer, de tuer ou de garder en captivité des Urubus à tête rouge et les infractions à la loi sont punies par une amende allant jusqu'à 15 000 dollars US et une peine de prison allant jusqu'à six mois.
Malgré la loi sur la convention concernant les oiseaux migrateurs, les Urubus à tête rouge peuvent être gardés en captivité s'ils sont blessés ou incapables de survivre en liberté. En captivité, ils peuvent être nourris de viande fraîche et les individus plus jeunes se gaveront si l'occasion se présente.
L'Urubu à tête rouge est placé sur la liste des espèces de préoccupation mineure (LC) de l'UICN. Les populations semblent stables et l'espèce n'a pas atteint le seuil requis pour être placée sur la liste des espèces vulnérables, c'est-à-dire qu'elle ne subit pas une diminution de plus de 30 % en 10 ans, ou en trois générations.